# Франческо Гатилузио
Франческо Гатилузио или Франческо Гатилузи (на италиански: Francesco I Gattilusio; * ок. 1326 в Генуа, Генуезка република † 6 август 1384 на о-в Лесбос) е генуезки пират и наемник, владетел на остров Лесбос като Франческо I Гатилузио и родоначалник на династията Гатилузио/ Гатилузи.

## Произход
Фамилията Гатилузио идва от Генуезката република. Родителите на Франческо и брат му Николо Гатилузио, владетел на Енос, не са известни, въпреки че въз основа на хералдическите доказателства на техните надписи Антъни Лутрел твърди, че майка им е член на семейство Дория. Дядо му Лукето Гатилузио е поет, трубадур и търговец, посланик при папа Бонифаций VIII и подест на Болоня, Милано и Кремона. Чичо му Оберто (Обертино) е посланик в Цариград.

## Биография

### Първи сведения и роднинство с Йоан V Палеолог
Първите исторически сведения за Франческо Гатилузио са, че е бил пират в Егейско море. През 1345 г. той пристига на остров Тенедос, който служи за резиденция на Йоан V Палеолог, един от тримата претенденти за трона на Византийската империя заедно с Йоан VI Кантакузин и Матей Кантакузин, които са в открит конфликт. Франческо предлага меча си на съимператора в замяна на ръката на сестрата на Йоан V, Мария Палеологина. 
В края на 1354 г. начело на малък флот Франческо Гатилузио се отправя за Константинопол. Пристигайки късно през нощта, генуезците подават фалшив сигнал, че един от корабите им бедства в морето и молят да им бъде оказана помощ. След като една вратата на крепостта се отваря, Гатилузио начело на отряд от 500 души нахлува в града и завладява крепостните стени. 
Скоро след това император Йоан V Палеолог се завръща от изгнание и се възкачва на трона на Византия. Като замяна за услугата той дава на Франческо сестра си Мария за жена, а като зестра – остров Лесбос, чийто архонт става Франческо на 17 юли 1355 г. След като възстановява и укрепва крепостта Митилини, Гатилузио я прави своя резиденция, от където управлява владенията си в Егейско море. Брат му Николо Гатилузио става владетел на пристанището Енос до устието на река Марица. Впоследствие Гатилузио и наследниците му управляват освен Лесбос островите Тасос, Самотраки, Лемнос, Имброс и Фокея на брега на Мала Азия.

### Поход на Амадей VI Савойски
През 1366 г. Франческо I Гатилузио се включва в кръстоносния поход на Амадей VI Савойски („Зеления граф“), граф на Савоя, насочен първоначално срещу османците. На 23 август Савойците дебаркират на северния бряг на Дарданелите, а генуезците обсаждат крепостта Галиполи по море. След двудневни сражения обединените сили на Амадей и Гатилузио успяват да отвоюват крепостта от султан Мурад I и да я предадат на византийците.  
Междувременно в Константинопол пристига вестта, че византийския император Йоан V Палеолог, роднина на Амадей и Гатилузио, е пленен от българския цар Иван Александър при завръщането му от дипломатическа мисия в Унгария. Задържането на императора променя посоката на движение на флота на Амадей и Гатилузио. По молба на императрица Анна Савойска Зеленият граф насочва своите кораби към българските черноморски градове. Савойската флота пристига в Константинопол на 4 септември, а в началото на октомври 1366 г. навлиза в Черно море, за да окаже натиск над българите за освобождаването на византийския император. Превзети са градовете Скафида, Созопол, Месемврия и Анхиало. При обсадата на Месемврия граф Амадей VI разделя войската си на три части. Два отряда щурмуват по суша, а третият под командването на Франческо Гатилузио атакува с корабите по море. Защитата на крепостта, ръководена от българския кастрофилак (комендант на крепостния гарнизон) Калоян, е така добре организирана и енергична, че първият пристъп на рицарите не успява. Едва на 21 октомври 1366 г. градът е превзет, защитниците и жителите му са избити и ограбени. За управители на града графът назначава Берлион де Форазио и Гийом дьо Шалон. Над кастрофилака, видните граждани, духовенството и обикновеното население е наложена тежка парична контрибуция, заграбеното и иззетото имущество и стоки (желязо, сол, вино, вълна, мед, восък и др.) е продадено в Цариград и на живеещи в града венециански и генуезки търговци. Гражданите, които отказват да заплатят контрибуцията, са хвърлени в тъмница. До началото на март 1367 г. Несебър е седалище на граф Амадей VI Савойски. От залива на Бургас савойците напредват във вътрешността на страната, но при крепостта Аетос (Айтос) претърпяват поражение, като е пленен Антонио Висконти, племенник на херцога на Милано Бернабо Висконти и няколко месеца той прекарва в плен в българската твърдина. Продължавайки на север по крайбрежието на Черно море, савойците превземат крепостта Емона и оставят малък контингент в нея. На 25 октомври е обсадена и Варна, но щурмът е неуспешен и принуждава граф Амадей да влезе в преговори с цар Иван Александър. В резултат на това Йоан V Палеолог е освободен, превзетите до момента български градове са предадени на Византия, но Зеленият граф се задържа в тях до март 1367 г. 
На 6 април флотът на Амадей се завръща в Константинопол. На 14 май 1357 г. Амадей превзема турската крепост Енеакосия на Мраморно море (Кючукчекмедже, Турция), опожарява турската крепост Калонейро (Бююкчекмедже, Турция) и се връща да защити Созопол от една турска атака. През месец юни савойците преминават отново през Галиполи, Тенедос и остров Евбея на път за дома. Амадей VI оставя в крепостта Емона малък гарнизон, командван от незаконния му син, но скоро същият е заловен от българите и хвърлен в тъмница, където умира. Така българите си връщат Емона, а Галиполи пада отново в ръцете на султан Мурад I само след три години.

### Смърт
Франческо Гатилузио умира на 6 август 1384 г. на около 58-годишна възраст по време на силно земетресение на остров Лесбос, което нанася сериозни щети на замъка му в Митилини. Погребан е в изградената от него църква „Св. Йоан Кръстител“ заедно с двамата си сина Андронико и Доменико, които също са затрупани под камъните. Остава жив само третият му син Джакомо/Якопо, който го наследява като владетел на Лесбос под името Франческо ІІ.

## Брак и потомство
∞ ок. 1355 за Мария Палеологина, дъщеря на византийския император Андроник III Палеолог и Анна Савойска, и сестра на император Йоан V Палеолог, от която има трима сина:
- Андронико Гатилузио (* ок. 1356 † 6 август 1384 Митилини), умира при земетресение заедно с баща су и брат си Доменико.
- Доменико Гатилузио (* ок. 1358 † 6 август 1384 Митилини), умира при земетресение заедно с баща си и брат си Андронико.
- Джакопо / Якопо Гатилузио (* ок. 1365 † 26 октомври 1404), като Франческо II господар на Лесбос (1384 – 1404); има от съпругата си трима сина и три дъщери, и вероятно един извънбрачен син.

## Наследници
- Франческо ІІ Гатилузио, роден Джакомо или Якопо Гатилузио (* ок. 1365, † 26 октомври 1403/1404), владетел на Лесбос (1384 – 1403)
- Николо І Гатилузио, първият владетел на Енос (1376 – 1409), по-млад брат на Франческо І Гатилузио. Регент на владетелите на Лесбос Франческо ІІ от 1384 – 1387 г. и на Якопо от 1403 до 1408 г.
- Якопо Гатилузио, владетел на Лесбос (1403/04 – 1428), син на Франческо II
- Дорино Гатилузио, владетел на Лесбос (1428 – 1455), наследява брат си Якопо, който няма деца.
- Паламиди Гатилузио, владетел на Енос (1409 – 1455), наследява Николо І Гатилузио, който няма деца.
- Дорино II Гатилузио, владетел на Енос (1455–1456), налседява баща си Паламиди Гатилузио